# Hermonassa pallidipicta
Hermonassa pallidipicta är en fjärilsart som beskrevs av Embrik Strand 1916. Hermonassa pallidipicta ingår i släktet Hermonassa och familjen nattflyn. Inga underarter finns listade i Catalogue of Life.